# HD 217107 c
HD 217107 c est une exoplanète située à environ 64 années-lumière de la Terre dans la constellation des Poissons. La planète a été la deuxième planète à être découvert en orbite autour de l'étoile HD 217107. L'hypothèse de l'existence de HD 217107 c a été émise en 1998 en raison de l'excentricité de l'intérieur de l'orbite de la première planète et a été confirmée en 2005, lorsque l'étude de la vitesse radiale de l'étoile a indiqué une autre, plus lointaine et massive exoplanète en orbite autour de l'étoile. La planète a une orbite excentrique durant environ une décennie.

## Détection et découverte
Une étude de la vitesse radiale de l'étoile HD 217107 menée en 1998 a révélé que son mouvement le long de la ligne de vue variait sur un cycle de 7,1 jours, ce qui indique la présence d'une planète en orbite autour de l'étoile. La planète a été désignée HD 217107 b, et a été trouvée pour être un peu plus lourde que Jupiter, et orbitant très près de l'étoile mère dans une orbite avec une assez grande excentricité.
Comme la plupart des planètes avec des périodes orbitales de moins de 10 jours ont des orbites quasi circulaires, ses découvreurs ont proposé que l'excentricité de l'orbite de HD 217107 b pouvait être causée par l'influence gravitationnelle d'une autre planète dans le système à une distance de plusieurs unités astronomiques. La confirmation de l'existence de la deuxième planète a été annoncée en 2005, et elle a été désignée HD 217107 c.
La planète orbite autour de son étoile avec une période de plus de 8 ans, avec une forte excentricité et une masse minimale d'environ deux fois la masse de Jupiter. Par la suite, des observations publiées en 2008 ont considérablement amélioré la précision des informations concernant cette planète.